# Great Links Tor
Great Links Tor är ett berg i Storbritannien.   Det ligger i grevskapet Devon och riksdelen England, i den södra delen av landet, 290 km väster om huvudstaden London. Toppen på Great Links Tor är 586 meter över havet, eller 179 meter över den omgivande terrängen. Bredden vid basen är 5,8 km.
Terrängen runt Great Links Tor är kuperad österut, men västerut är den platt.Runt Great Links Tor är det ganska glesbefolkat, med 43 invånare per kvadratkilometer. Närmaste större samhälle är Okehampton, 10,4 km norr om Great Links Tor. Trakten runt Great Links Tor består i huvudsak av gräsmarker.